# Jarales
Jarales és una concentració de població designada pel cens dels Estats Units a l'estat de Nou Mèxic. Segons el cens del 2000 tenia 1.434 habitants.

## Demografia
Segons el cens del 2000, Jarales tenia 1.434 habitants, 505 habitatges, i 394 famílies. La densitat de població era de 96,6 habitants per km².
Dels 505 habitatges en un 35,8% hi vivien nens de menys de 18 anys, en un 61,2% hi vivien parelles casades, en un 9,9% dones solteres, i en un 21,8% no eren unitats familiars. En el 17,2% dels habitatges hi vivien persones soles el 6,3% de les quals corresponia a persones de 65 anys o més que vivien soles. El nombre mitjà de persones vivint en cada habitatge era de 2,84 i el nombre mitjà de persones que vivien en cada família era de 3,2.
Per edats la població es repartia de la següent manera: un 29,4% tenia menys de 18 anys, un 7,3% entre 18 i 24, un 29% entre 25 i 44, un 24,5% de 45 a 60 i un 9,8% 65 anys o més.
L'edat mediana era de 35 anys. Per cada 100 dones de 18 o més anys hi havia 99,2 homes.
La renda mediana per habitatge era de 26.897 $ i la renda mediana per família de 34.464 $. Els homes tenien una renda mediana de 26.813 $ mentre que les dones 15.909 $. La renda per capita de la població era de 12.561 $. Aproximadament el 9,5% de les famílies i el 13,9% de la població estaven per davall del llindar de pobresa.

## Poblacions més properes
El següent diagrama mostra les poblacions més properes.